# Parola chiave (linguistica)
Nella  semantica del linguaggio, per parola chiave si intende quel termine che in un testo si presenta più volte di quanto ci si aspetterebbe. 
Spesso, le parole chiave sono le parole che identificano al meglio il significato del testo in cui sono inserite!

## Utilizzi
Sulle parole chiave si può operare in due modi:
- estrazione: tramite algoritmi che calcolano la frequenza delle parole in un testo, si può estrarre quali sono le più frequenti (non calcolando le congiunzioni, le preposizioni e in generale tutte le parole non significative); queste saranno le parole chiave del testo;

- ricerca: inserendo la parola chiave desiderata in un campo di ricerca, si possono cercare tutti i testi che contengono quella parola (quindi relativi all'argomento ricercato), oppure si può cercare una parola in un testo per verificare se nel testo sotto analisi si discuta dell'argomento cercato.